# Нортамберленд (округ, Вірджинія)
Шаблон:StateAbbr_ 37°52′ пн. ш. 76°23′ зх. д. / 37.86° пн. ш. 76.38° зх. д.
Округ  Нортамберленд (англ. Northumberland County) — округ (графство) у штаті  Вірджинія, США. Ідентифікатор округу 51133.

## Демографія
За даними перепису 2000 року загальне населення округу становило 12259 осіб, усе сільське. Серед мешканців округу чоловіків було 5848, а жінок — 6411. В окрузі було 5470 домогосподарств, 3785 родин, які мешкали в 8057 будинках. Середній розмір родини становив 2,7.
Віковий розподіл населення поданий у таблиці:
| Стать    | До 15 років | 15-21 | 22-29 | 30-39 | 40-49 | 50-65 | 65-85 | Понад 85 |
| -------- | ----------- | ----- | ----- | ----- | ----- | ----- | ----- | -------- |
| Чоловіки | 953         | 400   | 288   | 602   | 740   | 1390  | 1378  | 97       |
| Жінки    | 896         | 405   | 320   | 691   | 826   | 1541  | 1545  | 187      |

## Суміжні округи
- Графство Святої Марії, Меріленд — північ
- Ланкастер — схід
- Ричмонд — захід
- Вестморленд — північний захід

## Виноски
1. ↑  U.S. Decennial Census. United States Census Bureau. Архів оригіналу за 19 липня 2018. Процитовано 4 січня 2014.
2. ↑  Historical Census Browser. University of Virginia Library. Архів оригіналу за 11 серпня 2012. Процитовано 4 січня 2014.
3. ↑  Population of Counties by Decennial Census: 1900 to 1990. United States Census Bureau. Архів оригіналу за 15 грудня 2013. Процитовано 4 січня 2014.
4. ↑  Census 2000 PHC-T-4. Ranking Tables for Counties: 1990 and 2000 (PDF). United States Census Bureau. Архів оригіналу (PDF) за 18 грудня 2014. Процитовано 4 січня 2014.
5. ↑  State & County QuickFacts. United States Census Bureau. Архів оригіналу за 7 червня 2011. Процитовано 4 січня 2014.(англ.) Наведено за англійською вікіпедією.
6. ↑  American FactFinder. Бюро перепису населення США. Архів оригіналу за 26 лютого 2012. Процитовано 31 січня 2008.

| США | Це незавершена стаття з географії США. Ви можете допомогти проєкту, виправивши або дописавши її. |